# Vårdsbergs kyrka
Vårdsbergs kyrka är en kyrkobyggnad i Vårdsbergs socken och Åkerbo församling, Östergötland. Kyrkan ligger en knapp mil öster om Linköping och tillhör Linköpings stift.

## Kyrkobyggnaden

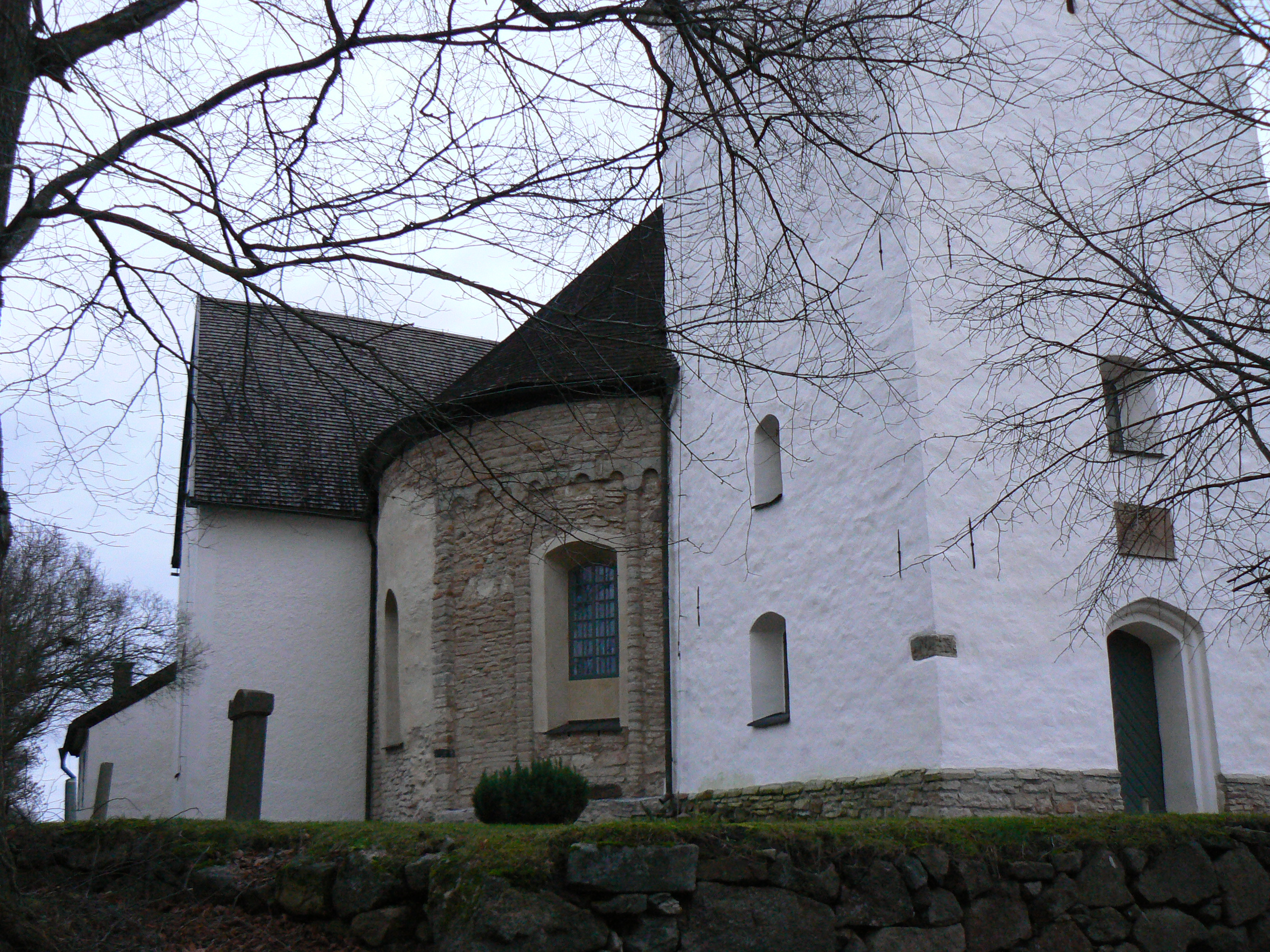
Här blottas den gamla rundkyrkans ursprungliga skepnad

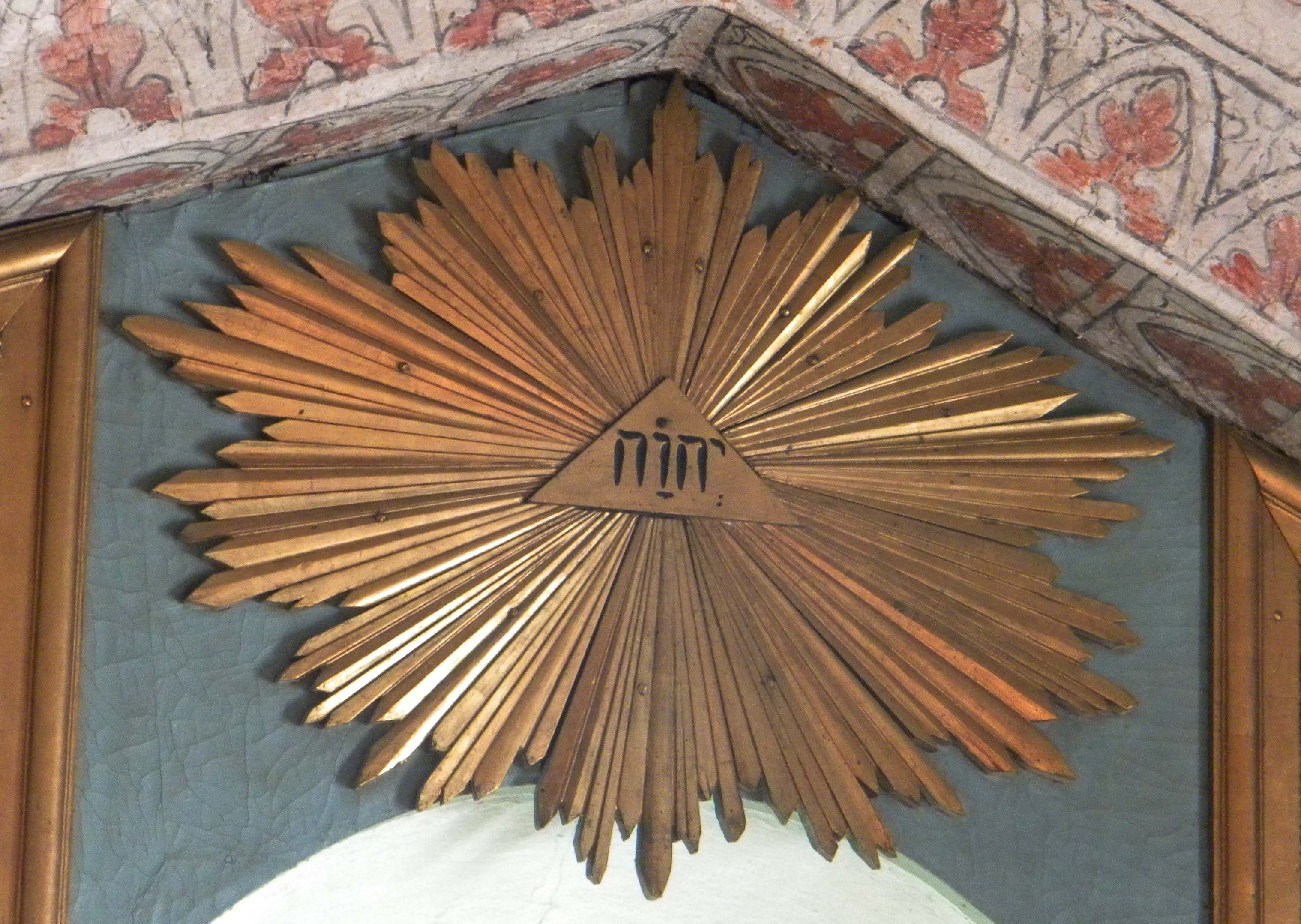
Tetragrammet JHWH i en solsymbol ovanför altarfönster

Vårdsbergs kyrka byggdes som försvarskyrka på "vaktberget". Den hade ett strategiskt viktigt läge vid Vårdsbergsån, dessutom vid den led som blev väg för Eriksgatan. En gravhäll från 1000-talets senare del vittnar om tidigt kristnande. Kyrkans kärna är en medeltida rundkyrka. I öster ansluter sig ett högt tvärskepp och ett rakslutet kor, i väster ett fyrkantigt torn med lanternin. Sakristian är vidbyggd i vinkeln mellan koret och norra korsarmen. Byggnadsmaterialet är i huvudsak gråsten.

## Historik
Rundkyrkan härstammar från 1100-talets senare hälft. Uppförda över cirkelformad plan är rundkyrkor i regel byggda i tvenne våningar. Den nedre utgör det egentliga kyrkorummet, den övre har ofta skottgluggar och har sålunda tjänat försvarsändamål. Vårdsbergs kyrka är konstruerad som ett runt hus med en genombruten pelare i mitten och skottgluggar i den övre delen. Den korsformiga tillbyggnaden i öster tillkom under senare delen av 1200-talet, likaså sakristian. Korskyrkans valv slogs vid 1400-talets mitt.
Under tidernas lopp har kyrkan råkat ut för flera olyckliga öden. Carl Fredric Broocman meddelar att "år 1567 hafwa the Danske, uti Kon. ERIC then Fjortondes tid, plundrat henne; och år 1654 then 27 Maji har Åskan klufwit tredingen af förra Tornet upifrån Hanen til muren, så at thet fallit till jorden, afbrändt Tornet och Kyrktaket samt smält Klockorna. Thet förbättrade Tornet hade åter thet öde år 1680, Lucienatt, at ett starkt blåsväder kastade thet omkull: hwarefter thet igen blef byggdt år 1685, och stod til år 1753".
År 1753 beslöt församlingen, med tillstyrkan av biskop Andreas Olavi Rhyzelius, att bygga om kyrkans västra del som tidigare varit fästning. "Thet ottakantiga Sten-Tornet, som theröfwer stod öfwerst på taket, blef i en hast nedkastadt; det starka Stenhwalfwet, och the 6 therunder satte ofanteligen tjåcke Sten-pelare nederbrutne och utu Kyrkan förde; muren å alla sidor förbättrad; Pelare och Hwalfbågar åt Kyrkon befästade; ett ansenliget brädes-hwalf förfärdigadt, och stora Fenster på båda sidor bekostade. Härigenom blef then delen af Kyrkan, som tilförene warit mer til hinder än til tienst och nytta, then rumligaste och ansenligaste". Även sakristian byggdes ut och ett nytt klocktorn murades upp till 30 alnars höjd och spiran "utzirades med förgyld Glob, Hane och Flygel". Kyrkklockorna flyttades upp i det nya tornet och klockstapeln togs ned.
Följande inskription med förgyllda bokstäver sattes upp över västportalen:
|  |                                                                  |
|  | I. N. J. C.                                                      |
|  | Thetta Sten- och Klåcketorn                                      |
|  | Bygdes med Kyrkions och Soknens bekostnad                        |
|  | År 1753 och 1754                                                 |
|  | Under K. ADOLPH FRIDRIKS Regering,                               |
|  | Warande tå Kyrko - Herde Doct. Andr. Ol. Rhyzelius, Episc. Linc. |
|  | Kyrkans Förstånd. Daniel Palmgren, Kronans Fogde                 |
|  | Och Capellan Johan Lindstedt.                                    |
|  | Gudi all ära!                                                    |
En ny predikstol beställdes av Niclas Österbom, Norrköping. Den uppsattes sommaren 1757 och "fägnar Församlingen med sina sinnerika Zirater och behageliga utstoffering". Fyra år senare installerade Jonas Wistenius en 10-stämmig piporgel.
Fönstren fick nuvarande utseende 1845. För övrigt återfick kyrkorummet en del av sin ursprungliga karaktär vid restaureringen 1939-1940, korskyrkans målningar från tidigt 1600-tal togs fram, och i rundkyrkan restaurerades väggnischer och rundfönster. Kyrkans medeltida altarskåp (bilder) förvaras numera på Statens historiska museum, Stockholm.
2009 blev Vårdsbergs kyrka en av tio i Åkerbo församling, som bildades genom sammanslagning av lika många församlingar i den östra delen av Linköpings kommun.

## Bilder

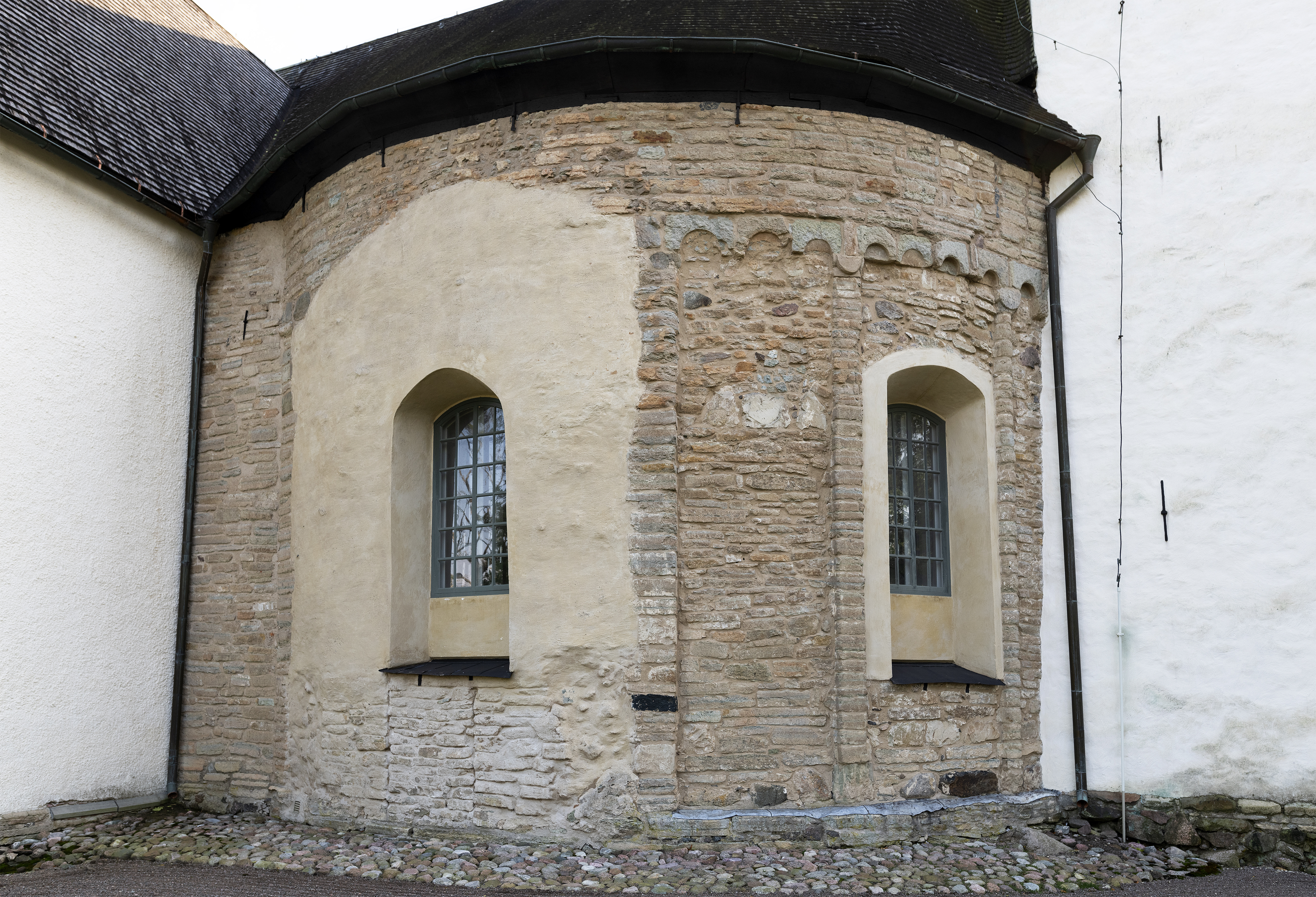
Del av rundkyrkan år 2020
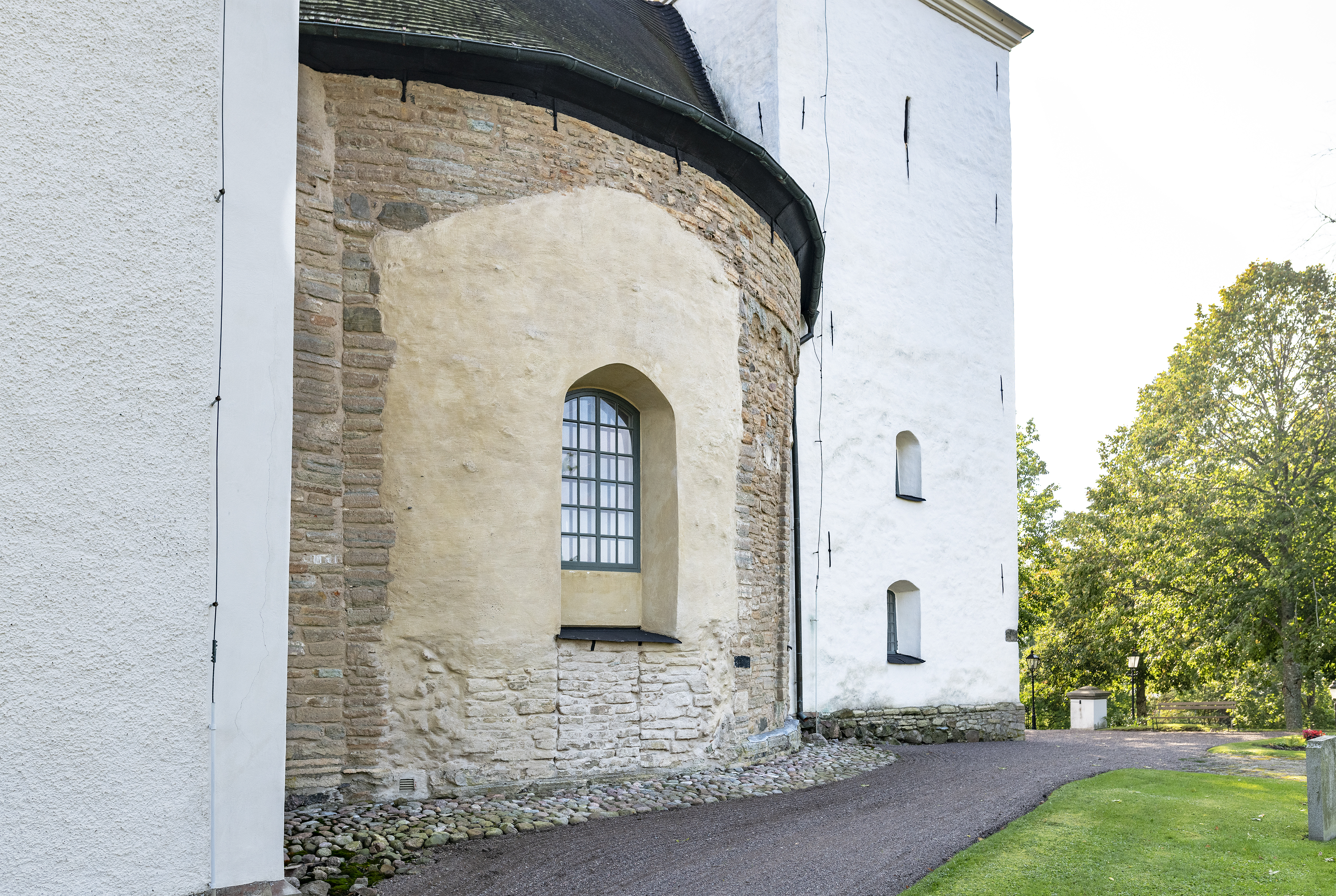
Del av rundkyrkan år 2020
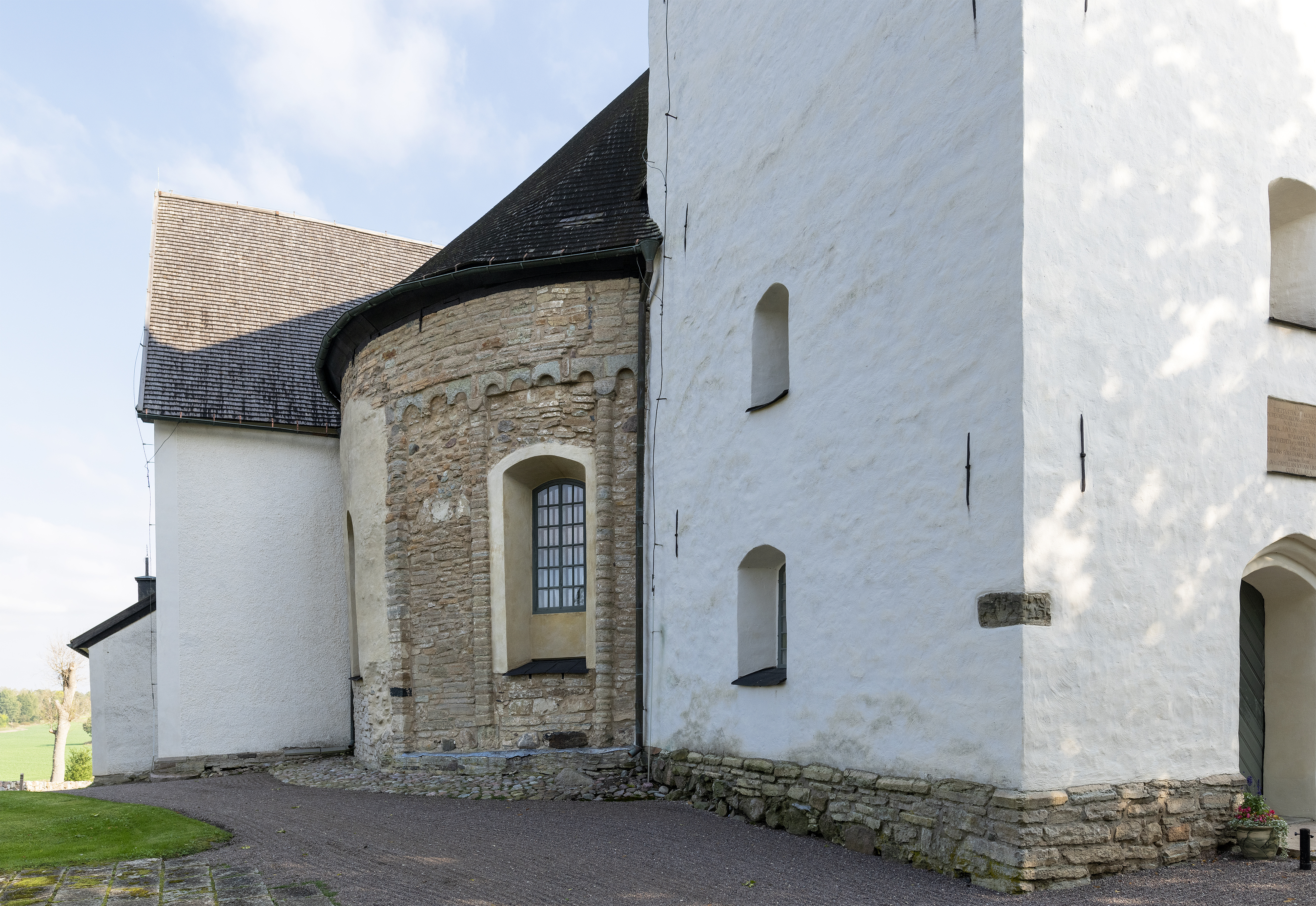
Del av rundkyrkan år 2020
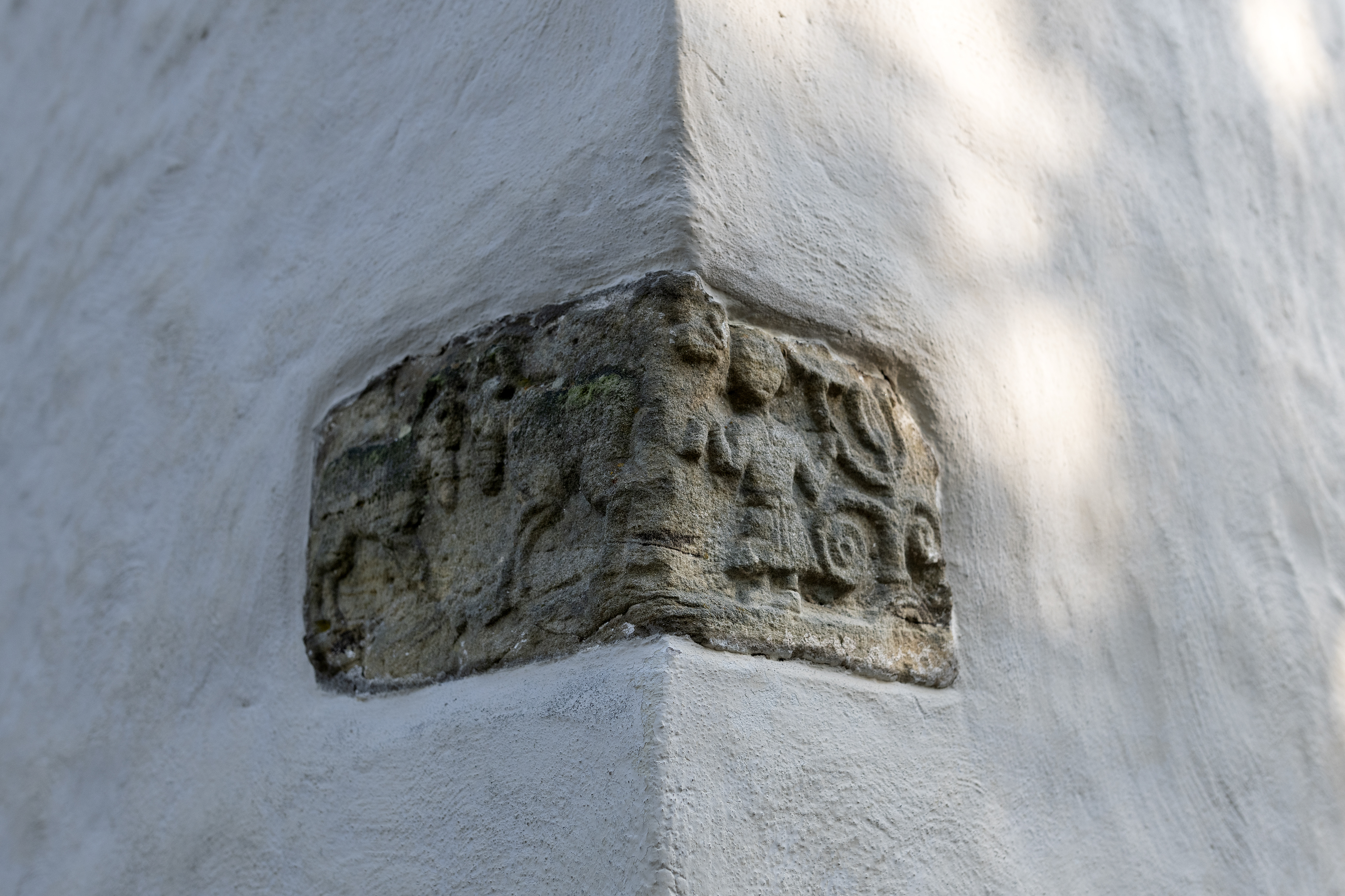
Romansk relief på tornet 2020
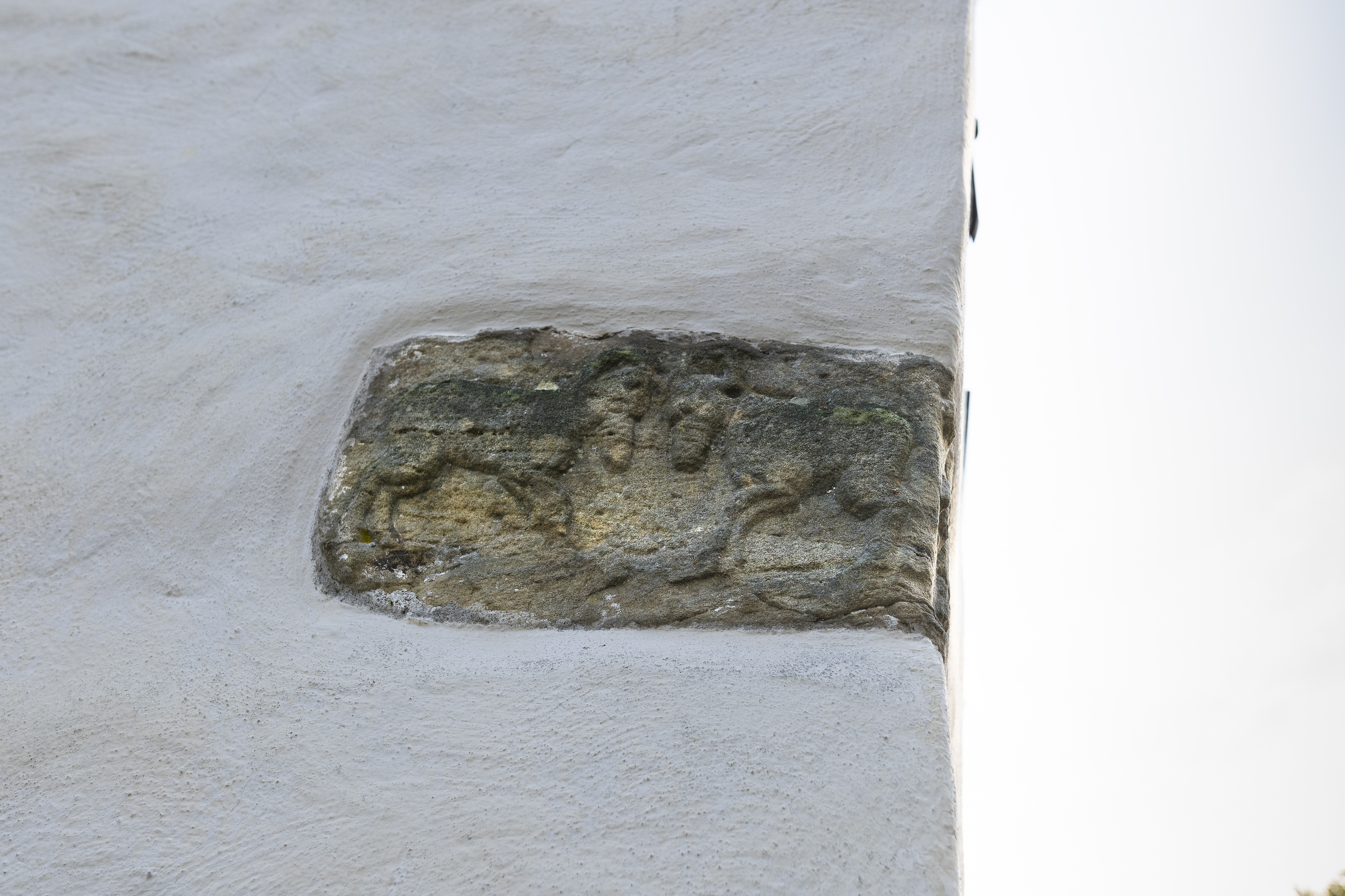
Romansk relief på tornet 2020
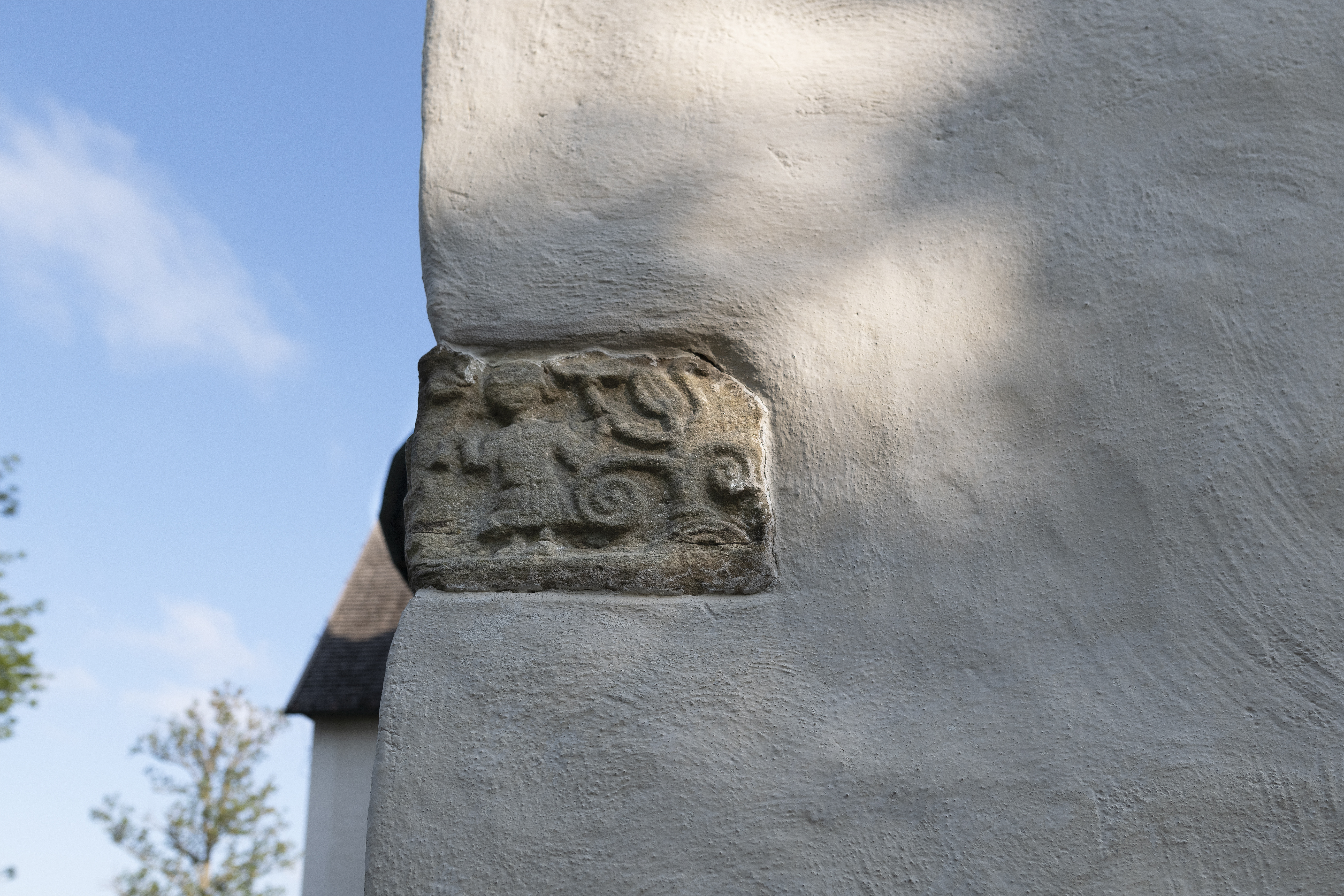
Romansk relief på tornet 2020
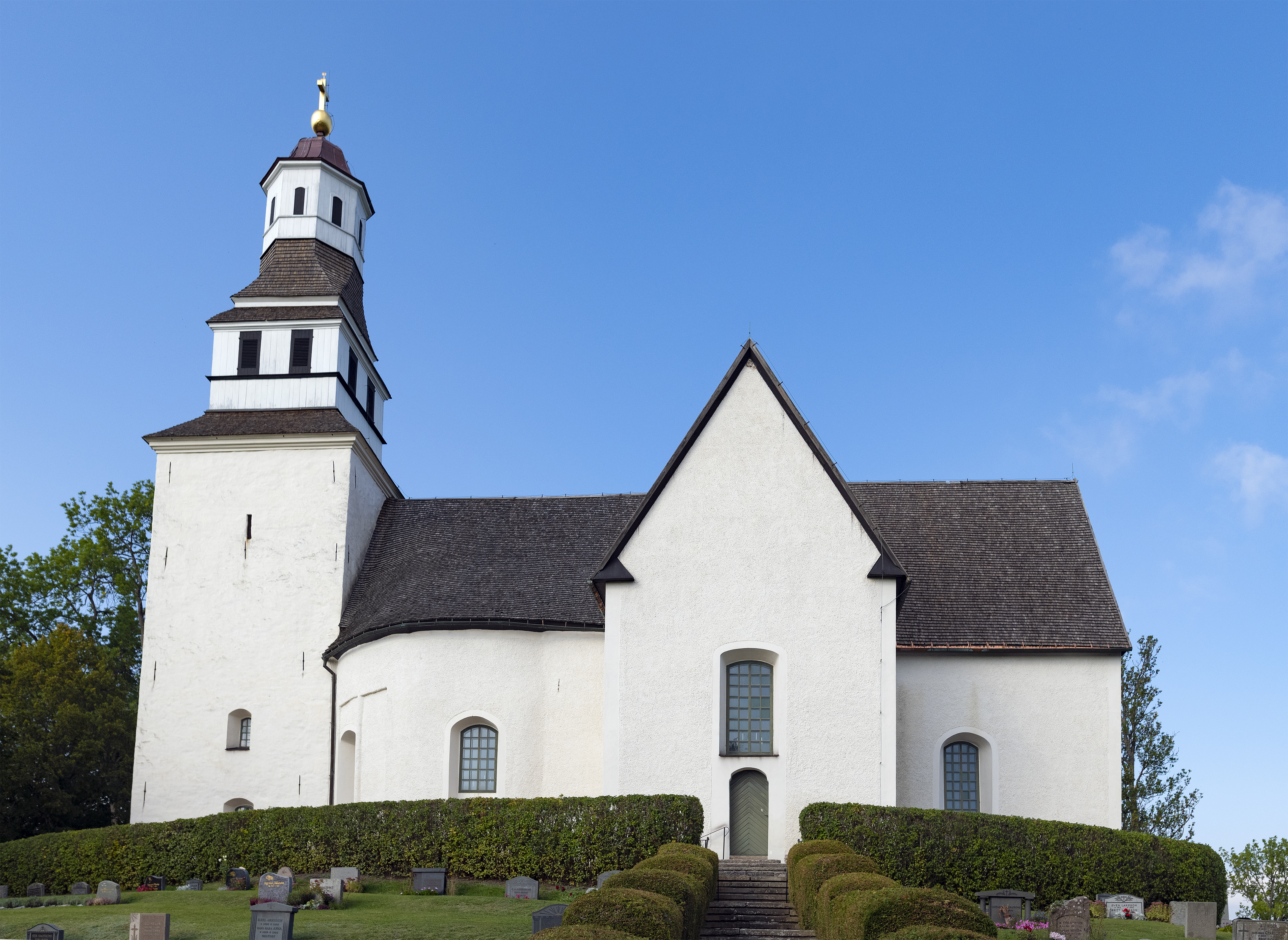
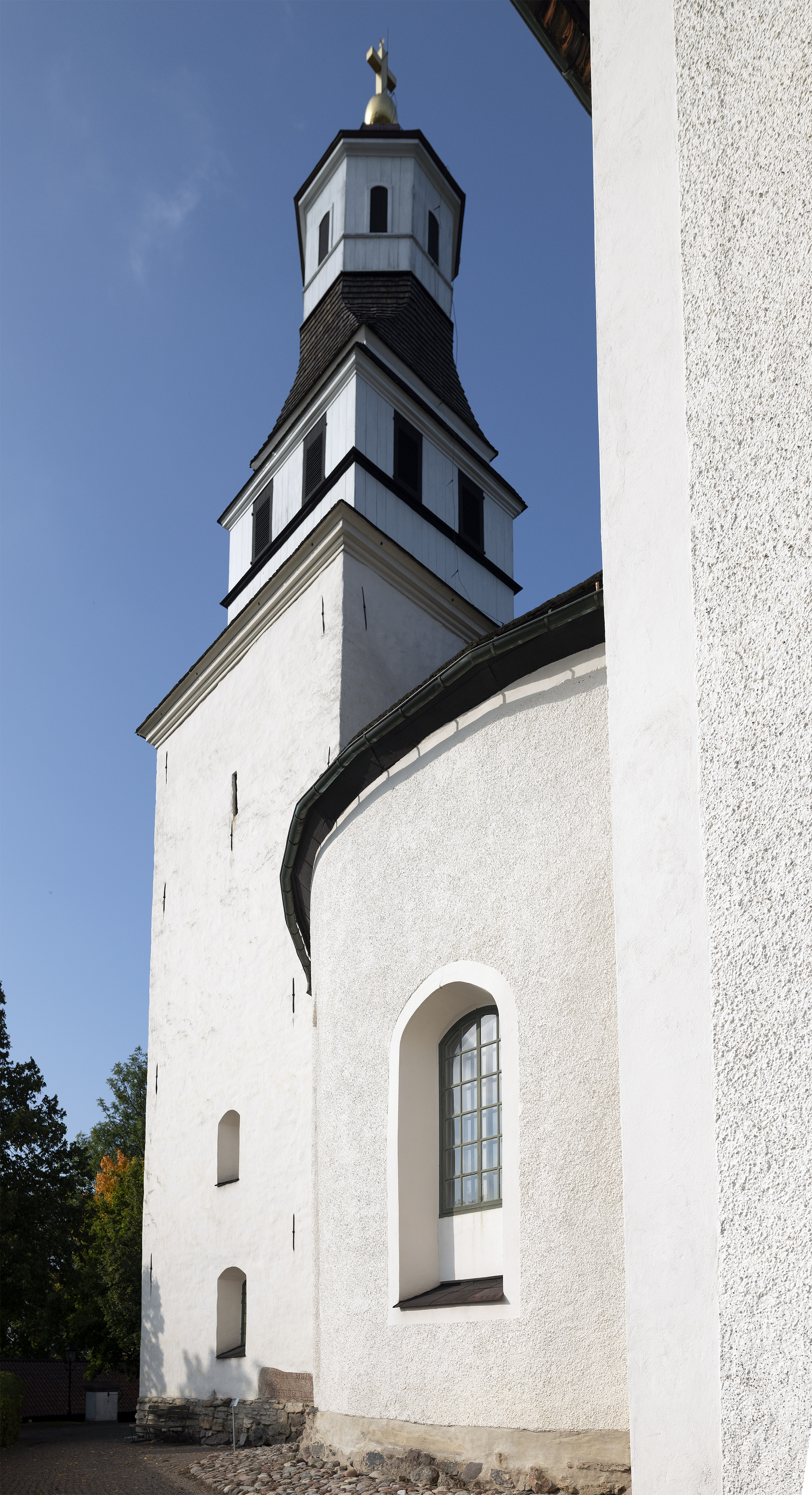
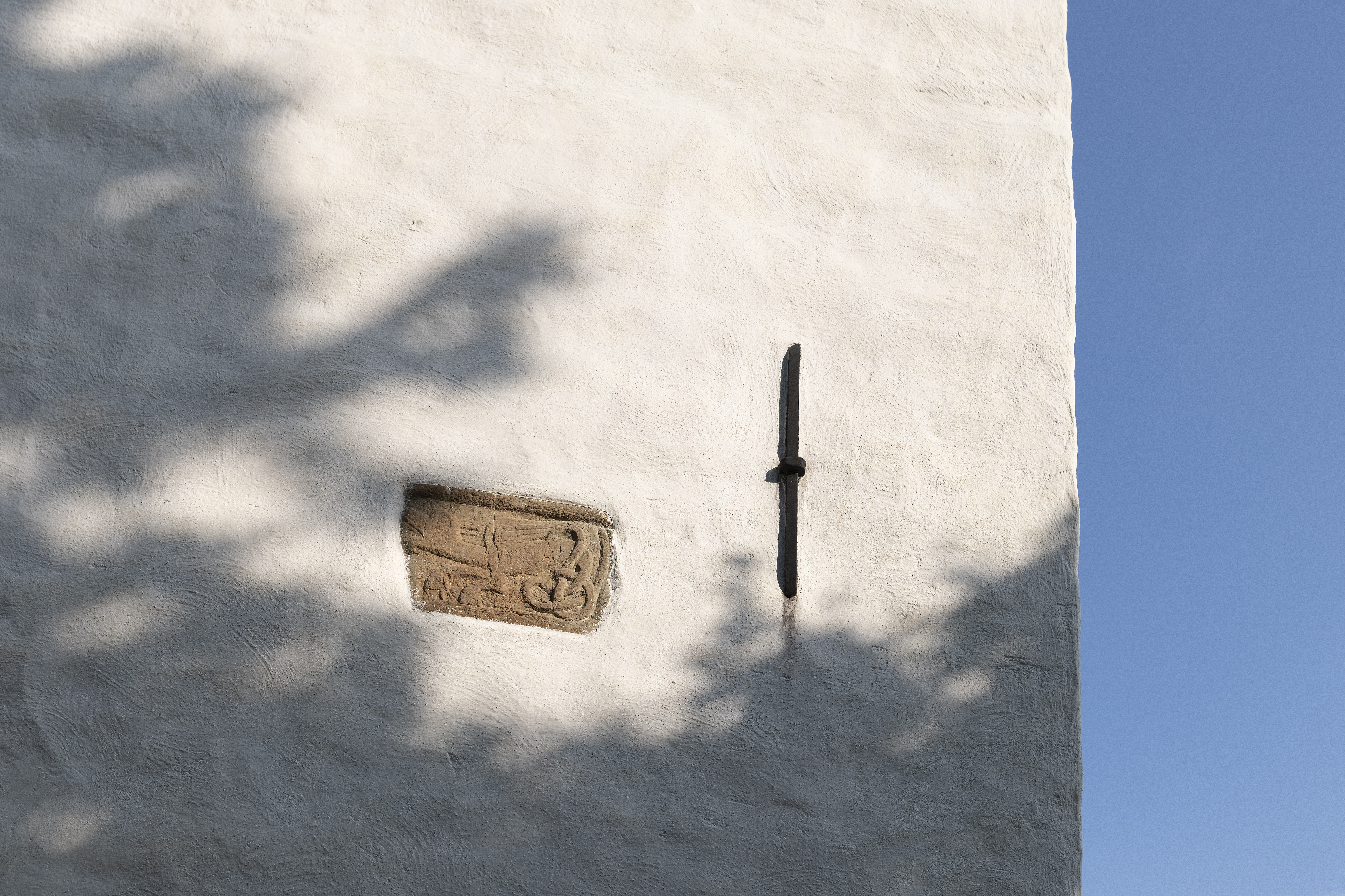

## Inventarier
.
- Kalkmålningar från 1400-talet.

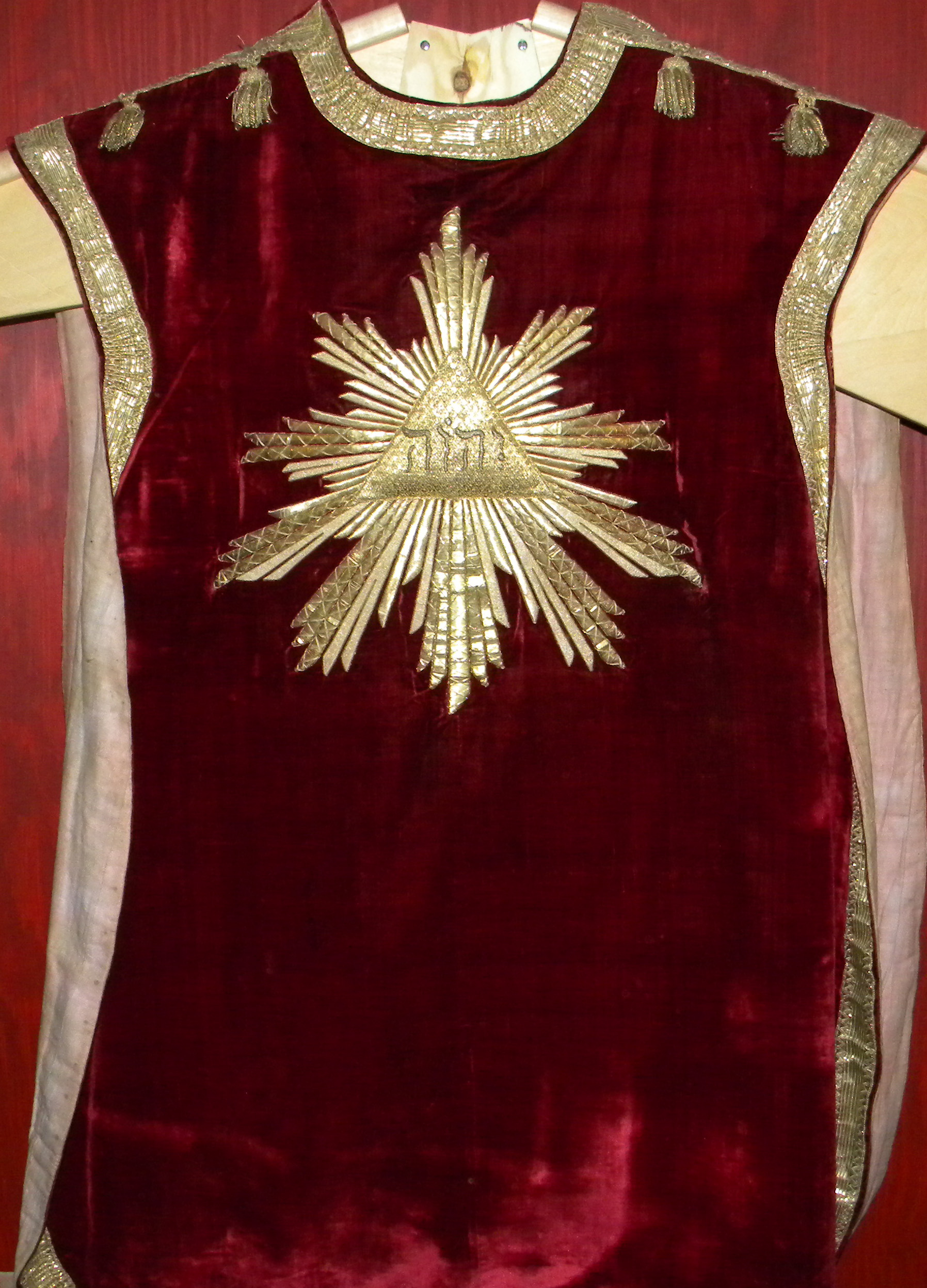
Äldre mässhake med tetragrammet JHWH på framsidan

- Predikstol av Niclas Österbom, Norrköping 1757.
- Två altartavlor ”Kristi dop”, resp. ”Nattvarden” av Pehr Hörberg målade 1803.
- Äldre mässhake med tetragrammet JHWH på framsidan.
- Storklockan, omgjuten fyra gånger under ett drygt halvsekel, 1655, 1671, 1684 & 1708. Dessutom omgjuten av Carl August Norling i Stockholm 1848, och fick vid sista gjutningen samma inskription som Elias Arenhart i Norrköping gjort 1708[1]:

|  |                             |                                 |                                |                               |       |
|  | Thenna Klocka blef omguten, | Therför’ månge Christne fromma, | Wille hwar sin hielp tilskiuta | Hwilket skedde på then tiden, |       |
|  | Sedan som den sönderbruten  | Som uti Kyrkon gierna komma,    | At man måtte henne giuta       | Då när Sachsar köpte friden,  |       |
|  | Hade mist sitt sköna ljud.  | Til att tidigt tiena Gud,       | Så hon mycket bättre blef      | Och man thetta året skref:    | 1708. |

- Lillklockan omgjuten 1889 av Johan A. Beckman & Co i Stockholm.[1]

## Orglar

### Läktarorgel
- 1634: Anders Bruce, organist och orgelbyggare i Linköping, bygger en piporgel i kyrkan.
- 1761 eller 1762: Jonas Wistenius, Linköping, bygger en 11-stämmig orgel med ny fasad för 4000 daler. Orgeln är ungefär gjord som Bankekinds kyrka.[2]

| Manual          | Pedal C-a |
| Principal 8' D  | Bihängd   |
| Qvintadena 8'   |           |
| Gedact 8'       |           |
| Principal 4'    |           |
| Gedact-fleut 4' |           |
| Gemshorn 4'     |           |
| Qvinta 3'       |           |
| Octava 2'       |           |
| Mixtur 3 chor   |           |
| Trompet 8' B/D  |           |
| Vox Humana 8' D |           |
| Trompet 4' B    |           |
| Tremulant       |           |

- 1895: Bakom wistenusfasaden bygger firma P. L. Åkerman & Lund, Stockholm, ett 12-stämmigt instrument med 2 manualer och pedal. Delar av wisteniusorgeln magasineras.
- 1940: Firma Åkerman & Lund, Sundbyberg, bygger om orgeln. Den får nu 21 stämmor samt pneumatisk traktur och registratur. Wisteniusfasaden behålls.

Disposition:
| Huvudverk I         | Svällverk II        | Pedal       | Koppel            |  |
| Borduna 16'         | Rörflöjt 8'         | Subbas 16'  | II/I              |  |
| Principal 8'        | Salicional 8'       | Oktavbas 8' | 4' II/I           |  |
| Flûte harmonique 8’ | Voix céleste 8'     | Koralbas 4’ | 4' I/I            |  |
| Kvintadena 8'       | Principal 4'        |             | 16' II/II         |  |
| Gamba 8’            | Flûte octaviante 4’ |             | I/P               |  |
| Oktava 4'           | Kvinta 2 2/3'       |             | II/P              |  |
| Oktava 2'           | Blockflöjt 2'       |             | 4' II/P           |  |
| Mixtur IV chor      | Ters 1 3/5’         |             | 2 fria komb.      |  |
| Trumpet 8'          | Krumhorn 8’         |             | Registersvällare  |  |
|                     | Crescendosvällare   |             | Autom. pedalväxl. |  |

### Kororgel
1981: Robert Gustavsson, Härnösand (länk), installerar en mekanisk kororgel.
Disposition:

## Runsten
Vid tornbygget 1753 murades en runsten in i tornmuren. Runstenen betecknas Östergötlands runinskrifter 11.